# Mauro Bernardi
Mauro Bernardi (ur. 11 sierpnia 1957 w Bolzano) – włoski narciarz alpejski. Startował w slalomie i gigancie na igrzyskach w Lake Placid w 1980 roku, ale nie ukończył zawodów. Jego najlepszym wynikiem na mistrzostwach świata było 5. miejsce w slalomie na mistrzostwach w Garmisch-Partenkirchen. Najlepsze wyniki w Pucharze Świata osiągnął w sezonie 1977/1978, kiedy to zajął 10. miejsce w klasyfikacji generalnej, a w klasyfikacji slalomu był piąty.

## Sukcesy

### Puchar Świata

#### Miejsca w klasyfikacji generalnej
- 1977/1978 – 10.
- 1978/1979 – 51.
- 1979/1980 – 43.

#### Miejsca na podium
- Zwiesel – 9 stycznia 1978 (slalom) – 2. miejsce
- Wengen – 15 stycznia 1978 (slalom) – 3. miejsce

## Publikacje
- Dolomity. Najpiękniejsze drogi wspinaczkowe wokół Cortiny d'Ampezzo (wł. Arrampicare a Cortina d’Ampezzo e dintorni. Dolomiti. Le vie più belle ), Wydawnictwo Sklep Podróżnika, ISBN 978-83-7136-060-2
- Dolomity. Najpiękniejsze drogi wspinaczkowe i ferraty wokół doliny Val Gardena (wł. Arrampicare in Val Gardena. Dolomiti. Le vie piu Belle ), Wydawnictwo Sklep Podróżnika, ISBN 978-83-7136-057-2